# David Norris
David Martin Norris (Stamford, Inglaterra, 22 de febrero de 1981) es un futbolista inglés. Se desempeña como mediocampista en el Leeds United de la Football League Championship de Inglaterra.

## Trayectoria
Surgido de las inferiores del Stamford A.F.C., en 1999 el Boston United adquiere su pase y jugaría por una temporada. En el club jugaría 26 partidos en donde marcaría 10 goles. En el Boston, lograría la Southern Football League de la temporada 1999/2000. Debido a su gran rendimiento en aquella temporada, es transferido al Bolton Wanderers a mediados del año 2000.
En el Bolton Wanderers estaría hasta el 2002, y no jugaría ningún partido, pero en esos dos años fue cedido a tres clubes: al Boston United, para la temporada 2000-2001 en donde disputaría 5 partidos, marcando 4 goles. En 2002 se lo presta al Hull City, en donde jugaría 6 partidos y marcaría un gol. Ese mismo año es nuevamente cedido pero al Plymouth Argyle, club que luego se haría de la ficha del jugador. En ese año con el Plymouth jugó 7 partidos y marcó un gol.
En el Plymouth Argyle jugaría desde el 2002 hasta el 2008, en donde estarían los partidos más importantes y con mejor desempeño que pudo haber tenido Norris en su carrera, logrando también el campeonato de la segunda división en la temporada 2003/2004. En el club, jugaría un total de 219 partidos y marcaría 26 goles.
En 2008 es transferido al Ipswich Town, en donde jugaría hasta el 2011, llegando a tener actuaciones destacadas y siendo siempre un titular fijo en el esquema. Disputó un total de 106 partidos y convirtió 13 goles.
En el 2011, llega como agente libre al Portsmouth, club el cual acababa de perder la categoría (Premier League) en la temporada 2009/2010, y con Norris entre sus titulares, volvería a perder la categoría para terminar en la Football League One luego de dos años en la Football League Championship. Norris disputó en esa temporada 40 partidos y marcó 8 goles.
En 2012, llega al Leeds United junto a otros compañeros de su ex club (Portsmouth) como Jason Pearce, Luke Varney y Jamie Ashdown. Desde su llegada no tuvo grandes actuaciones por lo que no es titulat muy frecuentemente. Hasta el 24 de febrero de 2014, en el Leeds, lleva jugado 30 partidos y 3 goles.

## Clubes
| Club                     | País       | Año           |
| ------------------------ | ---------- | ------------- |
| Boston United            | Inglaterra | 1999 - 2000   |
| Bolton Wanderers         | Inglaterra | 2000 - 2002   |
| Boston United (Préstamo) | Inglaterra | 2000 - 2001   |
| Hull City (Préstamo)     | Inglaterra | 2002          |
| Plymouth Argyle          | Inglaterra | 2002 - 2008   |
| Ipswich Town             | Inglaterra | 2008 - 2011   |
| Portsmouth               | Inglaterra | 2011 - 2012   |
| Leeds United             | Inglaterra | 2012 - 2015   |
| Peterborough United      | Inglaterra | 2015          |
| Yeovil Town              | Inglaterra | 2015          |
| Blackpool                | Inglaterra | 2015 - 2016   |
| Leatherhead              | Inglaterra | 2016          |
| Salford City             | Inglaterra | 2017          |
| Shaw Lane                | Inglaterra | 2017-2018     |
| Boston United            | Inglaterra | 2018          |
| Lancaster City           | Inglaterra | 2018-presente |